# Баро (Нигерия)
Ба́ро (англ. Baro) — город в центральной Нигерии. Речной порт на левом берегу Нигера, в 650 километрах от побережья Гвинейского залива, южнее города Минна. Относится к району местного управления Агайе в штате Нигер.
Первоначально небольшая деревня народа нупе Гиди (Gidi). Была выбрана Великобританией как узел, связывающий железнодорожный и речной транспорт Нигерии. Твёрдый берег Баро, редкий для нижнего Нигера, мог использоваться для погрузки на речные суда урожая хлопка Северной Нигерии. Железная дорога Баро — Кано длиной 565 километров была построена в 1911 году. В 1912 году была построена железная дорога Лагос — Кано с веткой на Баро и река Нигер утратила транспортное значение. Однако с июля по март Баро по-прежнему используется для доставки арахиса и хлопка вниз по течению в порты дельты Нигера Буруту и Варри.
Нигер судоходен в низовье до города Ниамей в Нигере. Мелкосидящие баркасы, плоскодонные суда с осадкой 1—2 м могут подниматься по рукавам дельты до Локоджи круглый год и до Баро и Джеббы в течение десяти месяцев. 700-километровый путь от Баро до Буруту суда проходят за шесть дней, вверх по течению — за восемь дней.
Большая часть местной торговли в городе — это сорго, ямс, рис, просо, рыба, пальмовое масло, орехи ши, арахис  и хлопок. Рис на заливных участках долины выращивается промышленно как фермерами в окрестностях, так и в правительственных ирригационных рисовых проектах в Логьюнме (Logyunma, в 15 км к северо-западу) и научного института National Cereals Research Institute (NCRI) в Бадегги (Badeggi, в 55 км к северо-западу).